# Пензино (Польша)
Пензино (пол. Pęzino) — село в гмине Старгард Старгардском повете Западно-Поморского воеводства Польши.

## География
Село расположено в юго-западной части Западно-Поморского воеводства, в 11 километрах по прямой к востоку от центра гмины Старгарда и в 43 километрах по прямой к востоку-юго-востоку от центра воеводства Щецина. Абсолютная высота — 43 метра над уровнем моря.

## История
В 1975—1998 годах село входило в состав Щецинского воеводства.

## Достопримечательности
- Церковь Успения Пресвятой Богородицы, построенная в XV–XVI веке. В XX веке была реконструирована.
- Замок, построенный в XIV веке. реконструирована в 1936–1940 и 1977–1990 годах.

## Население
Демографическая структура состоянию на 31 марта 2011:
|         | Всего | До трудоспособного возраста | Трудоспособного возраста | Старше трудоспособного возраста |
| ------- | ----- | --------------------------- | ------------------------ | ------------------------------- |
| Мужчины | 569   | 131                         | 398                      | 40                              |
| Женщины | 568   | 125                         | 344                      | 99                              |
| Всего   | 1137  | 256                         | 742                      | 139                             |